# تماکی اوکوما
تماکی اوکوما (انگلیسی: Tamaki Okuma؛ زادهٔ ۲۵ دسامبر ۲۰۰۱) بازیکن فوتبال اهل ژاپن است.